# Вудкліфф-Лейк (Нью-Джерсі)
Вудкліфф-Лейк (англ. Woodcliff Lake) — місто (англ. borough) в США, в окрузі Берген штату Нью-Джерсі. Населення — 6128 осіб (2020).

## Географія
Вудкліфф-Лейк розташований за координатами 41°1′34″ пн. ш. 74°3′40″ зх. д. / 41.02611° пн. ш. 74.06111° зх. д. (41.025977, -74.061061).  За даними Бюро перепису населення США в 2010 році місто мало площу 9,34 км², з яких 8,82 км² — суходіл та 0,52 км² — водойми.

## Демографія
Згідно з переписом 2010 року, у селищі мешкало 5730 осіб у 1916 домогосподарствах у складі 1599 родин. Було 1980 помешкань
Расовий склад населення:
| - 90,3 % — білих - 6,5 % — азіатів - 0,8 % — чорних або афроамериканців - 1,2 % — осіб інших рас |

До двох чи більше рас належало 1,2 %. Частка іспаномовних становила 5,4 % від усіх жителів.
За віковим діапазоном населення розподілялося таким чином: 27,9 % — особи молодші 18 років, 55,7 % — особи у віці 18—64 років, 16,4 % — особи у віці 65 років та старші. Медіана віку мешканця становила 44,8 року. На 100 осіб жіночої статі у селищі припадало 91,4 чоловіків;  на 100 жінок у віці від 18 років та старших — 89,0 чоловіків також старших 18 років.
Середній дохід на одне домашнє господарство  становив 211 473 долари США (медіана — 139 857), а середній дохід на одну сім'ю — 247 104 долари (медіана — 185 650). Медіана доходів становила 133 811 долар для чоловіків та 79 940 доларів для жінок. За межею бідності перебувало 1,7 % осіб, у тому числі 0,0 % дітей у віці до 18 років та 4,6 % осіб у віці 65 років та старших.
Цивільне працевлаштоване населення становило 2716 осіб. Основні галузі зайнятості: освіта, охорона здоров'я та соціальна допомога — 24,2 %, науковці, спеціалісти, менеджери — 19,5 %, роздрібна торгівля — 12,8 %, фінанси, страхування та нерухомість — 11,3 %.